# Leucotabanus weyrauchi
Leucotabanus weyrauchi är en tvåvingeart som beskrevs av David Fairchild 1951. Leucotabanus weyrauchi ingår i släktet Leucotabanus och familjen bromsar. Inga underarter finns listade i Catalogue of Life.